# Theodore Judah
Theodore Judah (Bridgeport, 1826. március 4. – New York, 1863. november 2.) az első transzkontinentális vasútvonal építészmérnöke és a Central Pacific Railroad első főmérnöke. Korai halálát a sárgaláz okozta, melyet Panamában kapott el egy útja során.
Központi szerepet játszott az első transzkontinentális vasútvonal eredeti előmozdításában, létrehozásában és tervezésében. Ő találta meg a befektetőket a későbbi Central Pacific Railroad (CPRR) számára. Főmérnökként ő végezte az útvonal felmérési munkálatok nagy részét, hogy meghatározza a Sierra Nevadán átvezető vasútvonal legjobb vonalvezetését, amely hat évvel a halála után készült el.